# بولزانو

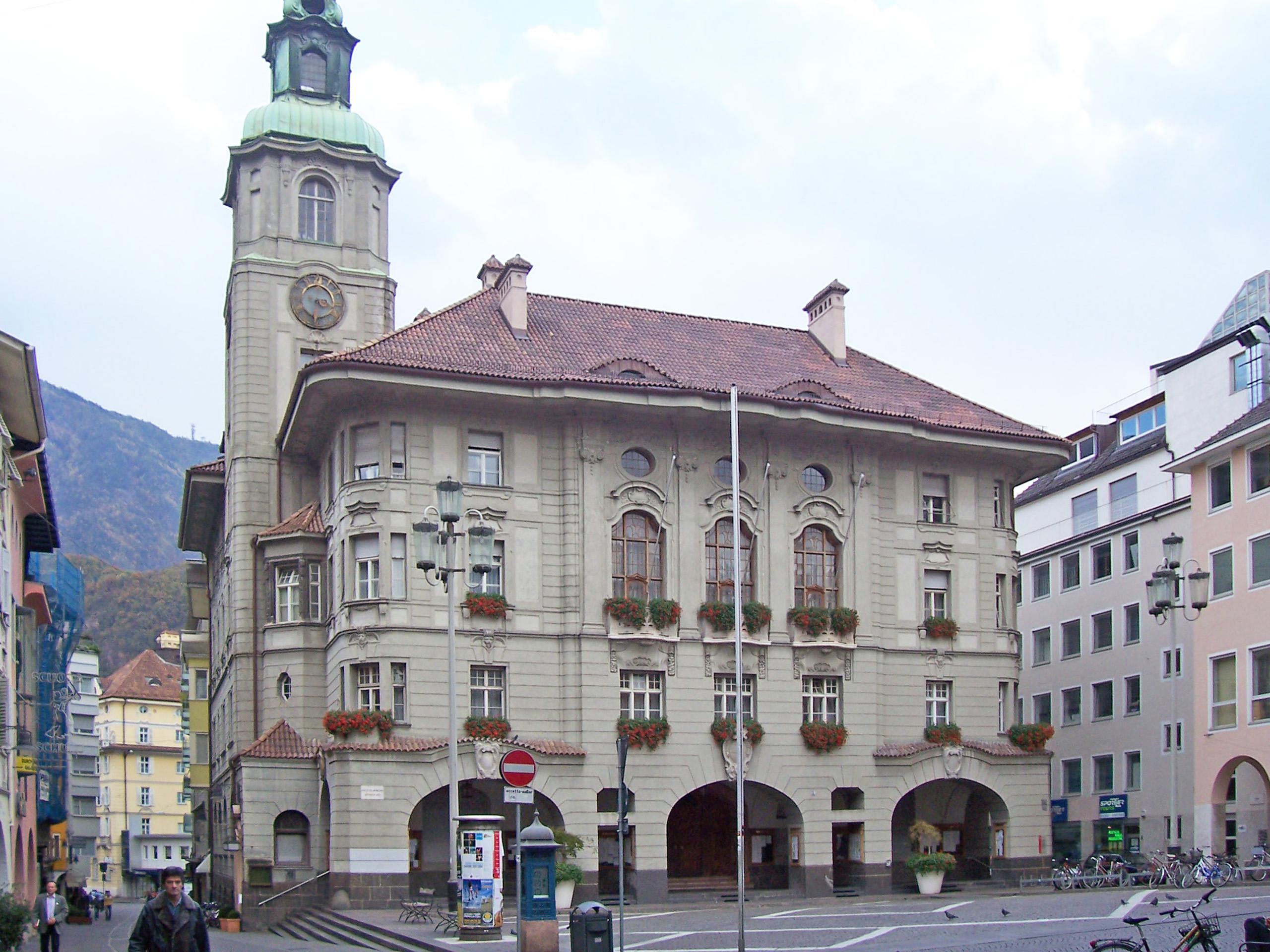
مدخل الجناح الأقدم لساحة البلدية

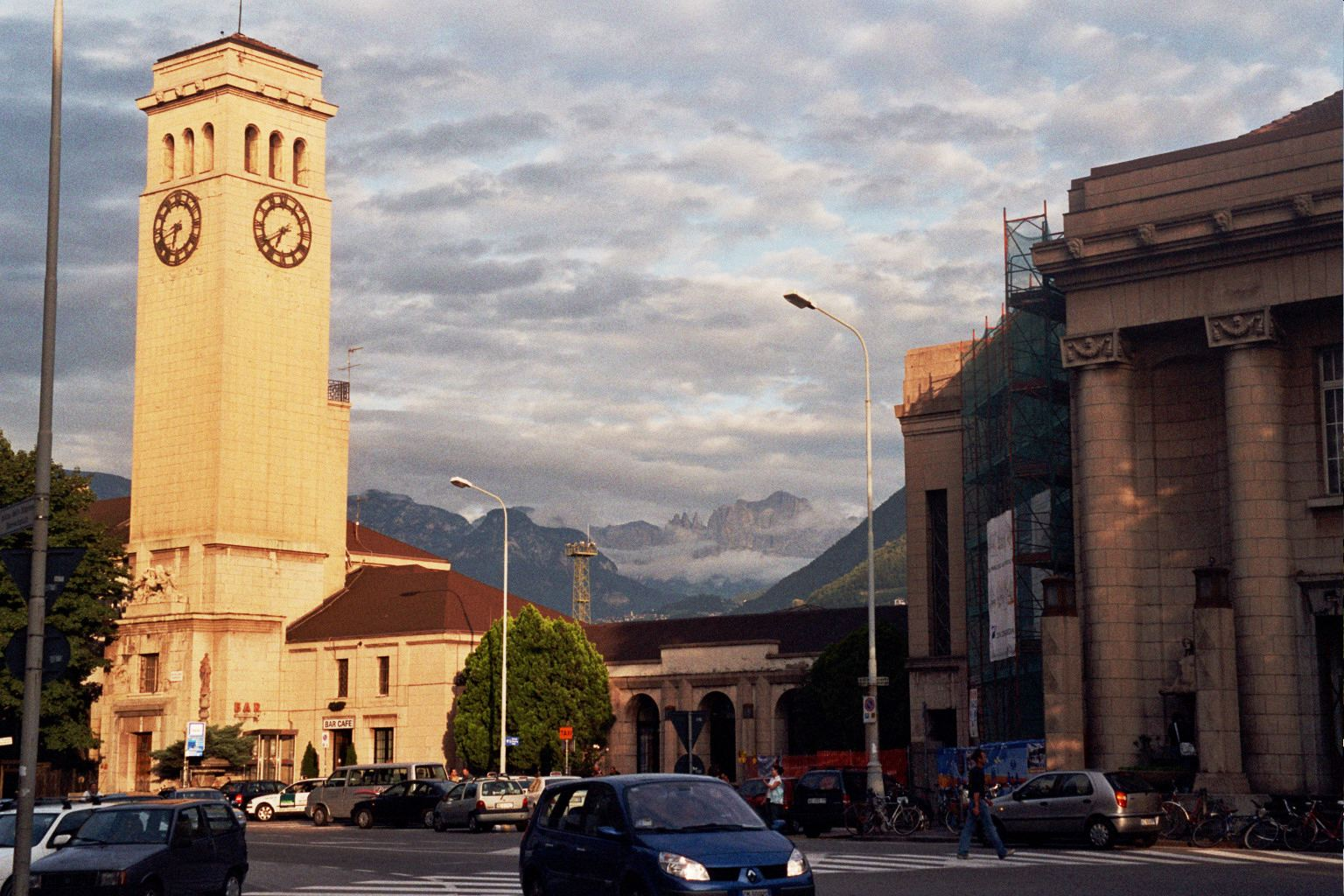
المحطة المركزية

بولزانو أو بولتسانو (بالإيطالية Bolzano، بالألمانية Bozen) مدينة شمال إيطاليا بإقليم ترينتينو ألتو أديجي وعاصمة مقاطعة ألتو أديجي ذاتية الحكم.
يقطنها 100.629 ساكن، 73% منهم يتحدث اللغة الإيطالية و 26,29% يتحدثون اللغة الألمانية و 0,71% يتحدثون اللغة اللادينية. نسبة الأجانب بين سكانها 9.9 ٪ (9963 نسمة)، معظمهم قادمون من خارج الاتحاد الأوروبي.
حتوي متحف ألتو أديجي الأثري بالمدينة على جثة أوتزي الإنسان الذي قتل قبل 5300 عام وحفظت سليمة تحت الجليد لآلاف السنين قبل اكتشافها عام 1991 لتكون أقدم مومياء في العالم.
كما تستضيف المدينة مقر القيادة العليا للجيش الإيطالي في منطقة الألب وبعض وحداتها للدعم والقتال.

## السكان
في سنة 1811 بلغ عدد السكان 10٬325 نسمة، وتطور العدد ليصل في سنة 2011 لـ 102٬575 نسمة.
يظهر هذا المخطط البياني تطور النمو السكاني لـ بولزانو

## التاريخ
في فترة ما قبل التاريخ، كان الحوض البولساني مسطح مستنقع غير صحي، ولكن اكتشافات أثرية يعود تاريخها إلى تلك الفترة توحي بأن الرايتيون سكنوا سفوح الجبال المحيطة بالفعل.
في العام 15 ق.م، أسس الجنرال الروماني نيرو كلاوديوس دروسوس معسكرًا خلال استيلاءه على الألب عُرف باسم جسر دروسوس (Pons Drusi)، ووثق على خريطة Tabula Peutingeriana (خريطة رومانية قديمة تبين طرق الإمبراطورية العسكرية) من القرن الرابع الميلادي ؛ يُعْتَقد أنه وُجـِدَ ضمن المنطقة البولسانية الحالية. بعد عدة فرضيات حددت موقعه عند قلعة فيرميامو الحالية أو قُرب رينشو، اليوم الأكثر موثوقية هي أنه عند المحطة الرومانية في كاردانو التابعة لبلدية كانيدو أو في مركز المدينة التاريخي، حيث تم العثور على بقايا مباني رومانية (تحت دير كابوتشيني الحالي) وكنيسة مسيحية (تحت الكاتدرائية الحالية).

### منالعصور الوسطىحتى1800

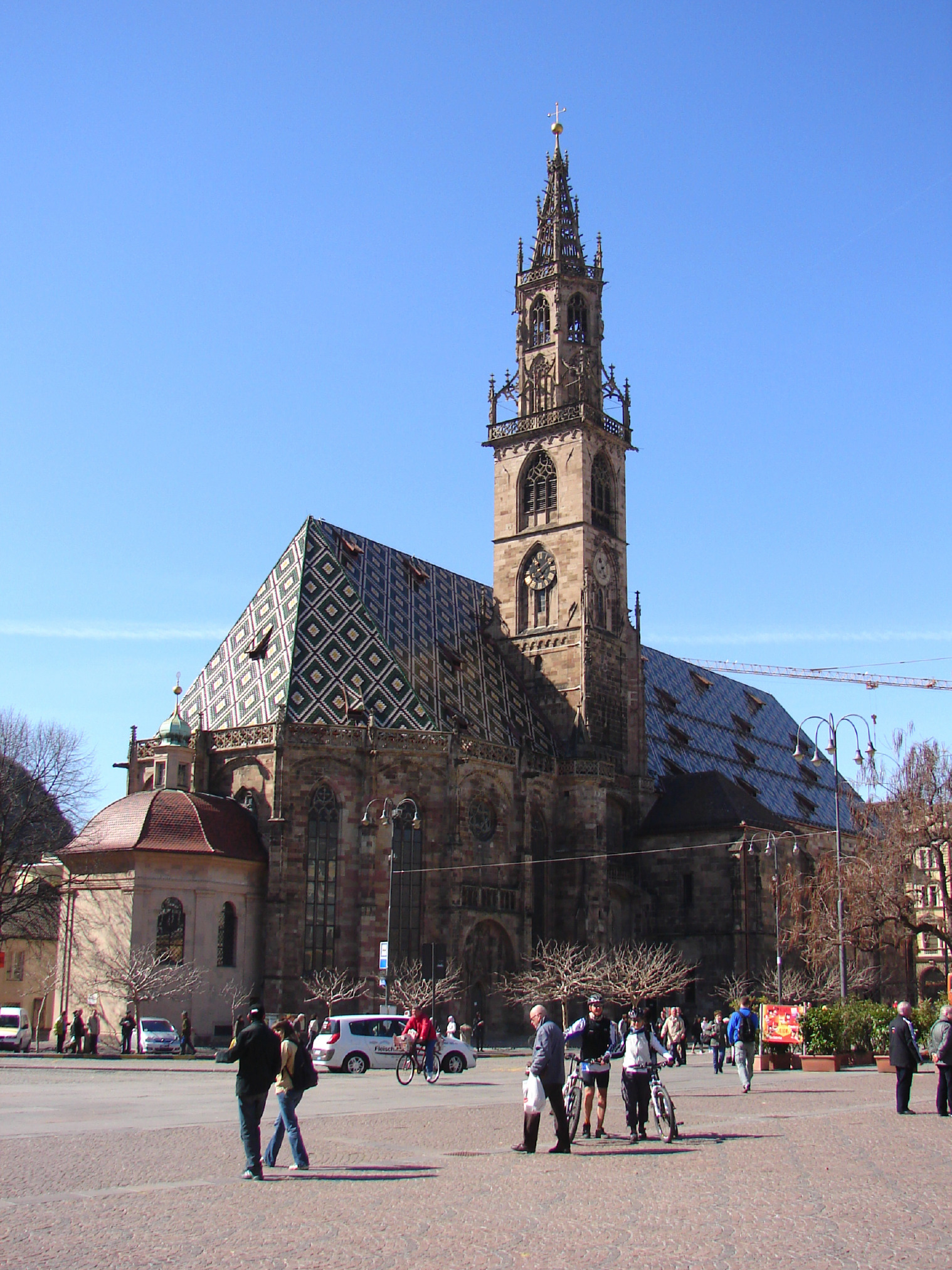
الكاتدرائية

في أوائل العصور الوسطى انتقل سكان المنطقة (التي تحول اسمها إلى Bauzanum) إلى فيرغولو حيث استقر في القرن السابع كونت بايوفاري، وهكذا صارت الأراضي جزءًا من الإمبراطورية الرومانية المقدسة. في أوائل القرن الحادي عشر، وبناءً على رغبة أسقف ترينتو أولريش الثاني، أقيمت أولى مباني بولتسانو الجديدة في الوادي (حيث اليوم ساحة دل غرانو). سرعان نمت المدينة الجديدة وأصبحت مركزًا تجاريًا هامًا، وأقميت بها العديد من المعارض السنوية. أصبحت بولزانو في عام 1268 مدينة مكرسة للتجارة وللاتصالات بين شمال وجنوب أوروبا لموقعها بين مدينتي البندقية وأوغسبورغ الكبيرتين وكان السوق يعقد أربع مرات سنويًا. تطورت المدينة بسرعة، متجاوزتًا في توسعها النواة الأصلية، ووصل عدد قاطنيها في عام 1300 إلى 3000 ساكن. كانت بولتسانو حتى القرن الثالث عشر عاصمة كونتية على اسمها، يحكمها أساقفة ترينتو الأمراء، بعد ذلك وقعت المنطقة تحت سيطرة كونتات تيرولو القريبة من ميرانو، والتي أعطت اسمها للإقليم برمته. ثم تبعت آل هابسبورغ، حيث ضلت كذلك بشكل متواصل تقريبًا حتى عام 1918. في سنة 1437 تبنت المدينة أول دستور. شهدت بولتسانو فترة ذروة ازدهارها في القرن السابع عشر، لمّا أعطت كلاوديا دي ميديشي كونتيسة تيرول للمدينة الامتيازات التجارية، وأسست الإدارة التجارية سنة 1635، وكان يعمل في هذا المنصب كل موسم للسوق اثنان من الموظفين الإيطاليين واثنين من الألمان (معينين من التجار الناشطين هناك)، ونظرت محكمة بلغتين في المنازعات بين التجار خلال فترة المعارض. كانت المدينة ومنذ سبعة قرون مكانًا للتبادل التجاري، حتى أن مصرفيين فلورنسيين سكنوها مثل آل بوتشي، الذين قاموا بألمنت اسمهم إلى Pötsch. وخلال هذه الفترة أيضا أصبحت بولتسانو مركز فنيأ وثقافيًا هامًا، حيث تعايش الأسلوبان القوطي والرومانسي بانسجام مع الأسلوبين الباروكي واليوغندستيل اللذان وصلا متأخرى ن، معطيان مظهرًا أكثر حداثة للوسط التاريخي.

### منالثورة الفرنسيةحتى1918

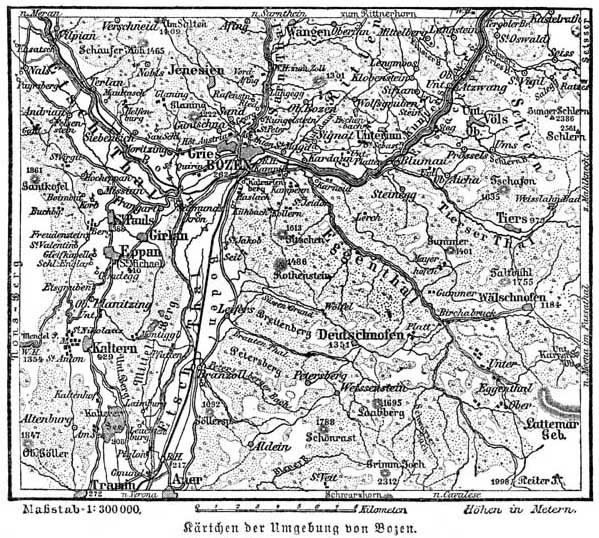
خريطة نمساوية لبولتسانو (1885-90)

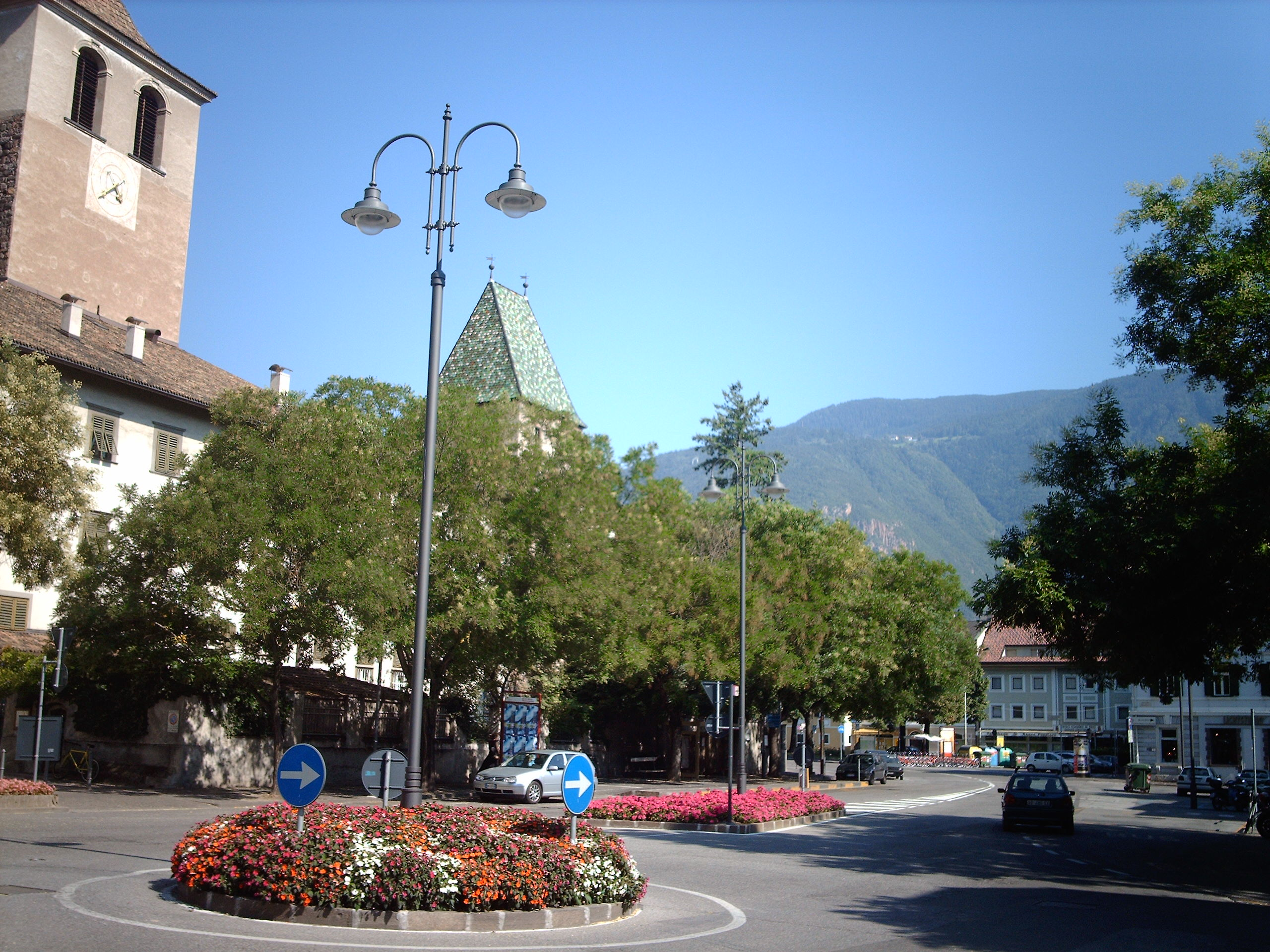
مركز حي غريس

بعد قيام الثورة الفرنسية، ضمت المدينة لفترة قصيرة إلى الجمهورية الألبية، مالبثت أن عادت بعد بضع سنوات إلى الإمبراطورية النمساوية المجرية، وظلت كذلك حتى عام 1918. خلال احتلال النابليوني لبولتسانو كانت مركز لمديرة ألتو أديجي، وكانت ترينتو جزءًا منها. في هذه الفترة حُرمت بولتسانو من امتيازاتها التجارية، وظلت مركزًا اقتصاديًا وتجاريًا، ولم يقم فيها معرضًا حتى 1948 ببناء معرض إنتي. بعد العودة إلى النمسا عادت المدينة لتنمو من الناحية العمرانية، وأيضًا الاقتصادية. في عام 1910، توسعت أراضي المدينة مشكلةً ما يسمى "Groß-Bozen"، بعد أن قررت مدينة دوديشيفيلي أن تشكل مع بولتسانو بلدية واحدة.

### من1918
بعد الحرب العالمية الأولى ضـُمت بولتسانو إلى جانب بقية ألتو أديجي الحالية إلى إيطاليا، وفق إتفاقية لندن عام 1915 بين إيطاليا والحلف الثلاثي.
بصعود الفاشية، خضعت أراضي بولتسانو لسياسة طلينة فاشية كبيرة، لدرجة أنها أصبحت أحد خمسة بلديات ذات أغلبية متحدثة بالإيطالية في المقاطعة. تم ضم بلدية غريس سان كويرينو ذاتية الحكم سنة 1925 قسرًا إلى بولتسانو. اُنشئت مقاطعة ألتو أديجي في عام 1928. خلال الحرب العالمية الثانية وبعد الاستسلام الإيطالي.
أُدرجت بولتسانو مع بقية ألتو أديجي إضافة إلى مقاطعة ترينتو ومقاطعة بلونو المجاورتين في "Operationszone Alpenvorland" (منطقة عمليات ما قبل الألب) التي أوجدها أدولف هتلر (ضـُمت إلى الرايش بحكم الأمر الواقع رغم أنتماءها بحكم القانون إلى الجمهورية الإيطالية الاجتماعية) وصارت العاصمة. وخلال هذه الفترة أعيدت أسماء الأماكن الألمانية في المدينة، مع الحفاظ على ثنائية اللغة.
خلال فترة الاحتلال النازي، كان يوجد في ضواحي المدينة معسكر اعتقال، انطلقت منه العديد من القطارات نحو المعسكرات الألمانية.

## المجتمع والاقتصاد

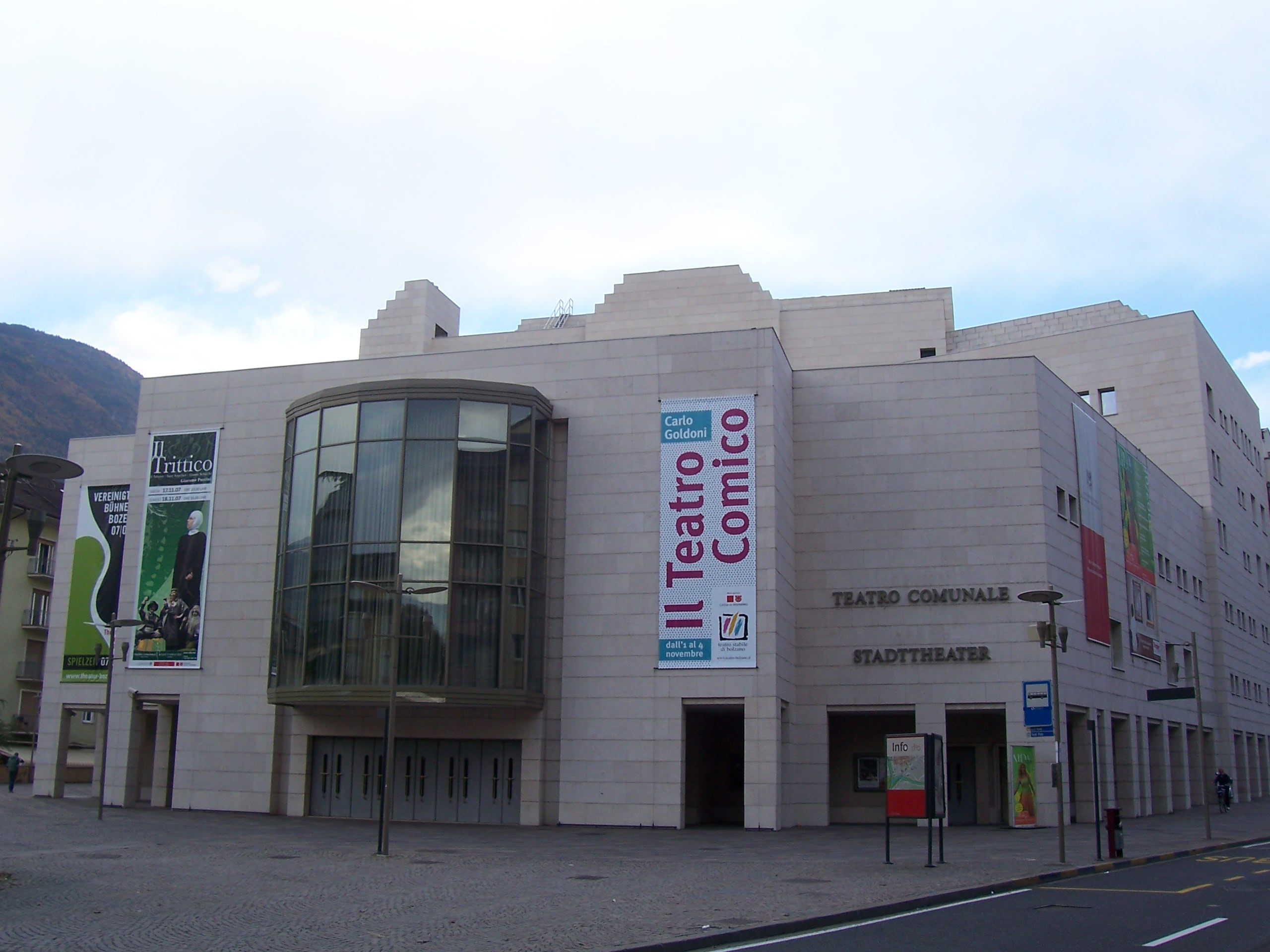
المسرح البلدي الجديد

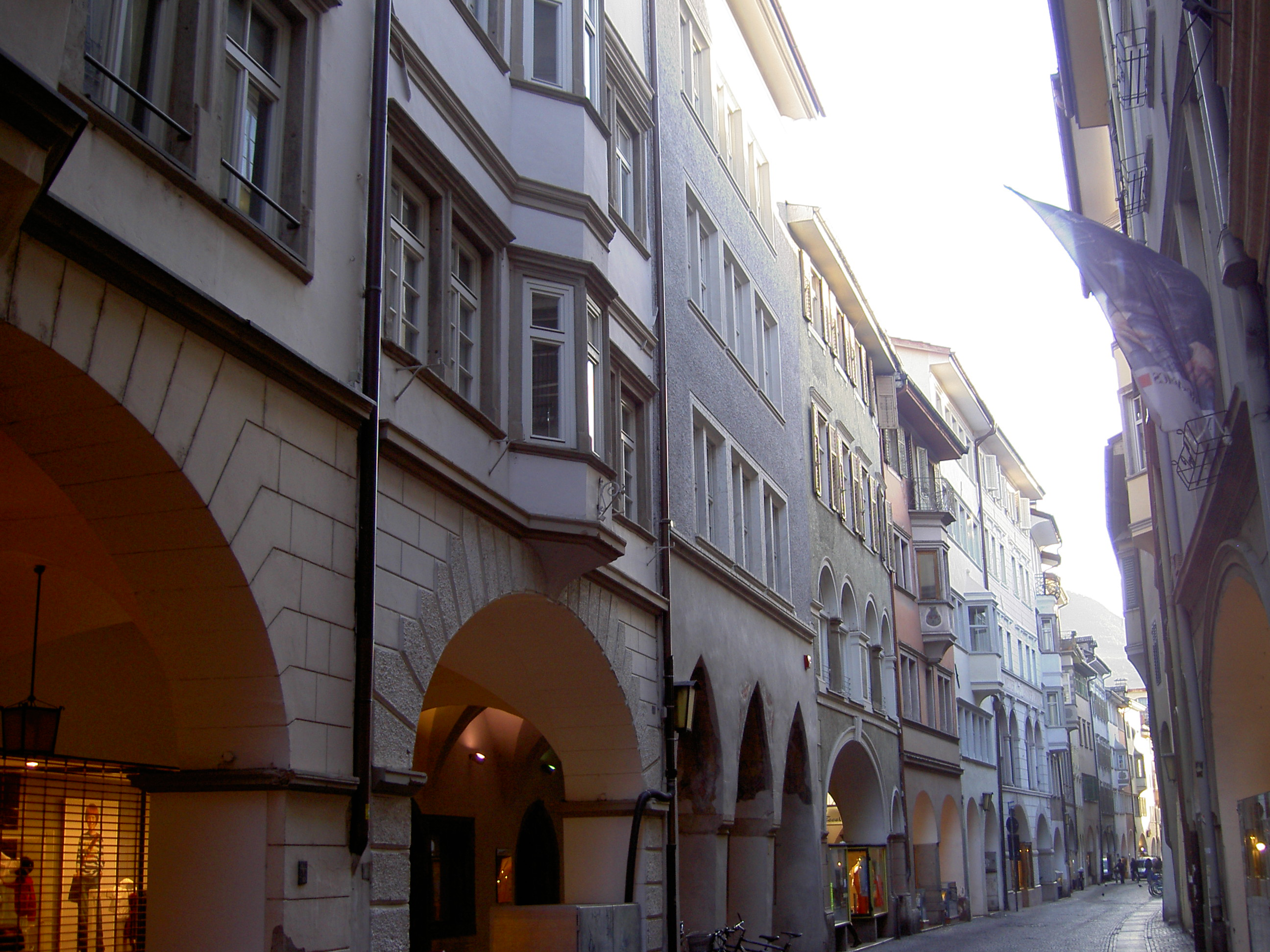
الأقواس (Lauben-i portici) قلب المركز التجاري

بعد الحرب العالمية الثانية تم توقيع إتفاق دي غاسبيري غروبر فبقيت بولزانو إيطالية، لكن بحكم ذاتي مقاطعي جمع جنوب تيرول (ألتو أديجي) مع ترينتينو المجاورة ذات الأغلبية الناطقة بالإيطالية، وقد ميّز قانون 1948 الأساسي الإقليم بدلا من المقاطعة. كان تنفيذ اتفاق دي غاسبيري غروبير أقل من التوقعات المحلية. فتصاعدت التوترات العرقية على السطح، ووضع التعايش السلمي على المحك وبلغت الأمور ذروتها في موجة تفجيرات وأعمال تخريب خصوصا ًخلال الستينات، واستمرت في السبعينات والثمانينات ممن سـُمـّوا ب "إرهابيي جنوب التيرول"، وبدى تعاونهم مع بعض الجماعات النازية الجديدة في النمسا وألمانيا، قد تعاملت الأجهزة الأمنية بصرامة تامة حيالهم. وُقـِّع اتفاق حكم ذاتي مقاطعي جديد وقوي تم التفاوض بشأنه بين عامي 1969-1972 وأعطيت جنوب تيرول استقلالية أكبر عن الحكومة المركزية الإيطالية. وأخذ الاتفاق 20 عامًا قبل أن ينفذ بالكامل. وسمح للمصممين على الدفاع عن ثقافتهم ولغتهم من السكان الناطقين بالألمانية تفادي الاستيعاب. وبدلا من ذلك، بدأ المتحدثون بالإيطالية في جنوب تيرول يشكون من التمييز.
منذ نهاية الثمانينات وحتى الآن هدأت الأوضاع وتوقف أعمال العنف ذات الخلفية العرقية ؛ ومع شيء من الحذر على المستوى الإنساني والاجتماعي والسياسي، وتبقى الأوضاع أحيانا غير صافية، بالتوتر الاجتماعي الخفي والمستمر.
و كجزء من اتفاق الحكم الذاتي أصبحت الإيطالية والألمانية واللدينية هي اللغات الرسمية إقليم ترينتينو جنوب تيرول. الإشارات على الطرق تكتب بالأسماء الإيطالية والألمانية المكتوبة لكي يعكس تعدد الثقافات. كما هو الحال في غيرها من البلدات والقرى في جميع أنحاء جنوب تيرول.
رغم أن 73 ٪ من سكان المدينة متحدثون بالإيطالية. و 23 ٪ بالألمانية و 1 ٪ باللدينية كلغة الأولى، فإنه خارج مدينة بولتسانو غالبية السكان يتكلمون الألمانية كلغة الأولى (وفقا لتعداد عام 2001، فان هناك تقريبا 330000 ناطق بالألمانية من بين 475000 من سكان جنوب تيرول) والإيطالية كلغة ثانية. أقلية صغيرة من الناس تتجدث اللدينية.
بولتسانو هي إحدى أغنى المدن في إيطاليا. وتتمتع بمستوى معيشي مرتفع للغاية وتصنف في المراكز العليا باستمرار في ذلك على مستوى مدن البلاد.
تعتمد المدينة اقتصاديًا على خليط من القديم والجديد مثل الزراعة المكثفة ذات الجودة العالية (بما في ذلك النبيذ والفاكهة ومنتجات الالبان) والسياحة والصناعات التقليدية (الخشب والسيراميك) والخدمات المتطورة. تم تفكيك الصناعات الثقيلة (الآلات والسيارات والصلب) التي ركبت خلال عام الثلاثينات من القرن الماضي. من ناحية أخرى يعتمد الاقتصاد المحلي اعتمادا كبيرا على القطاع العام وخاصة على حكومة المقاطعة المحلية.

## معرض الصور

شعار بولتسانو
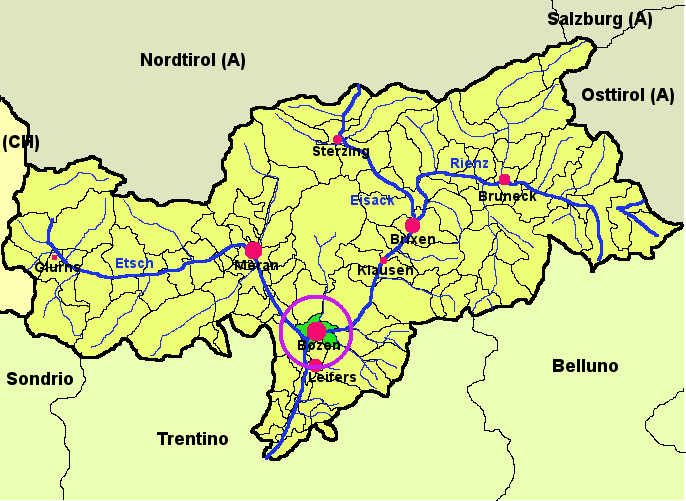
موقع بولتسانو
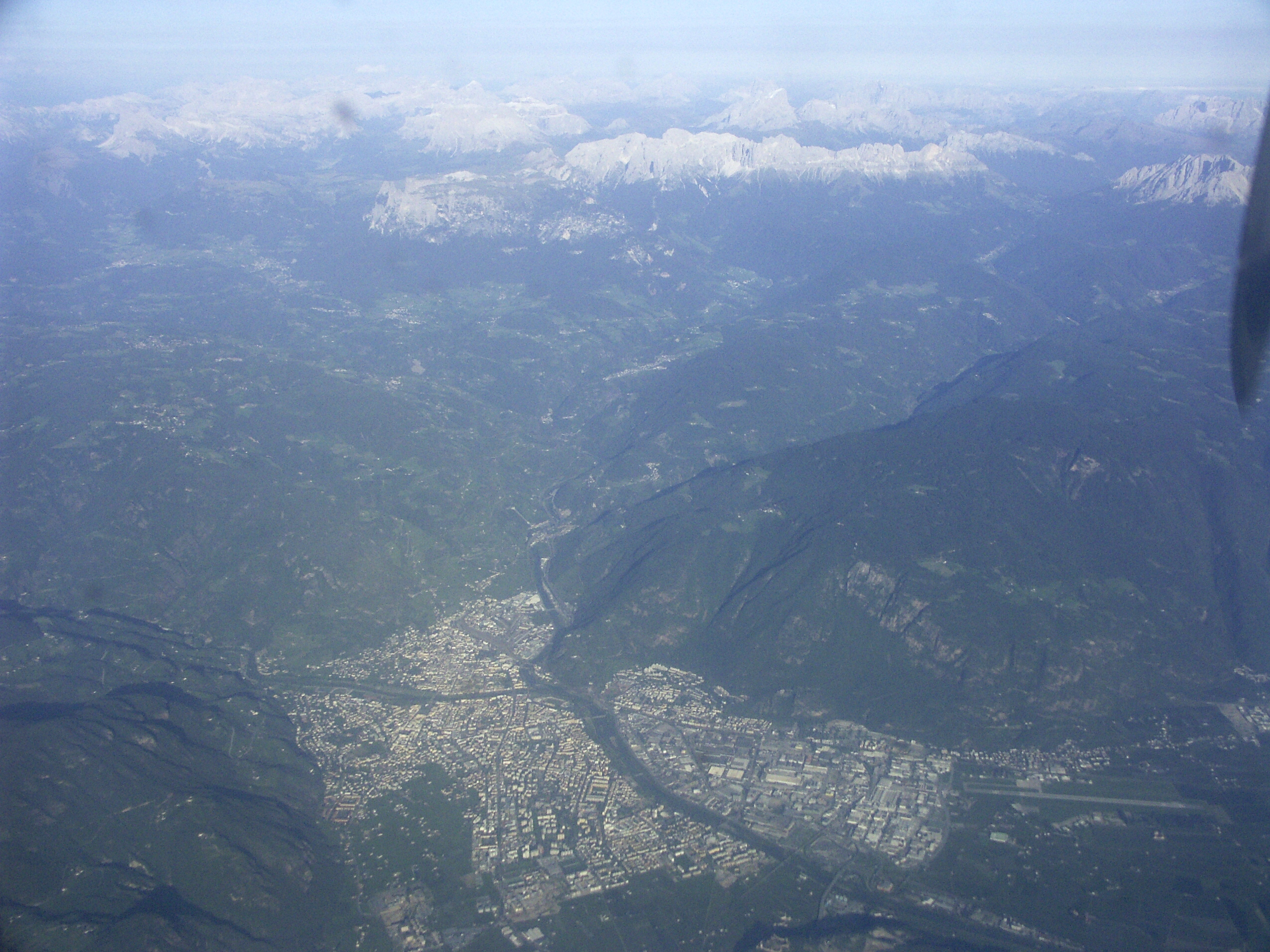
بولتسانو من الجو
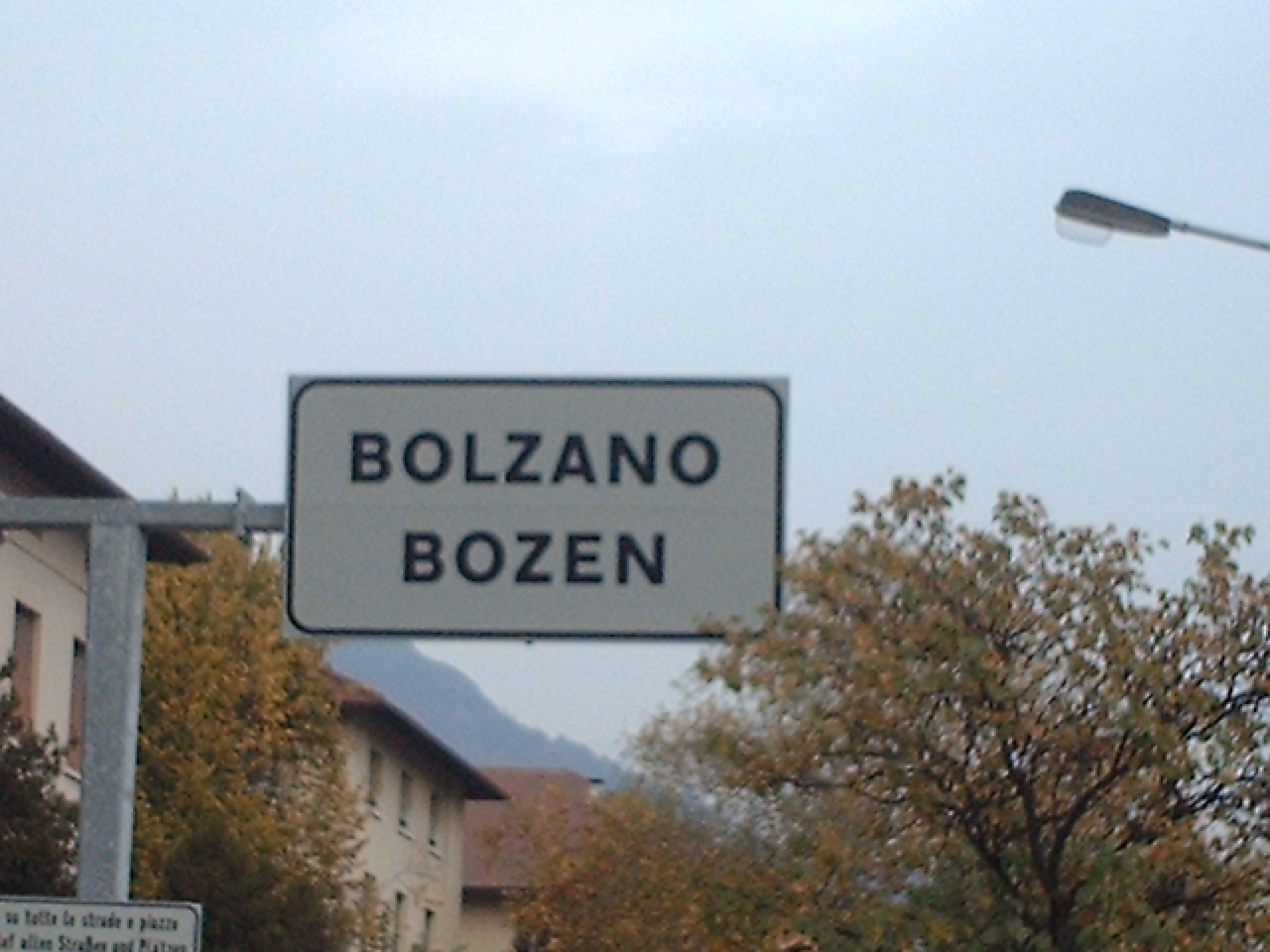
لوحة مزدوجة اللغة مكتوب عليها بولتسانو
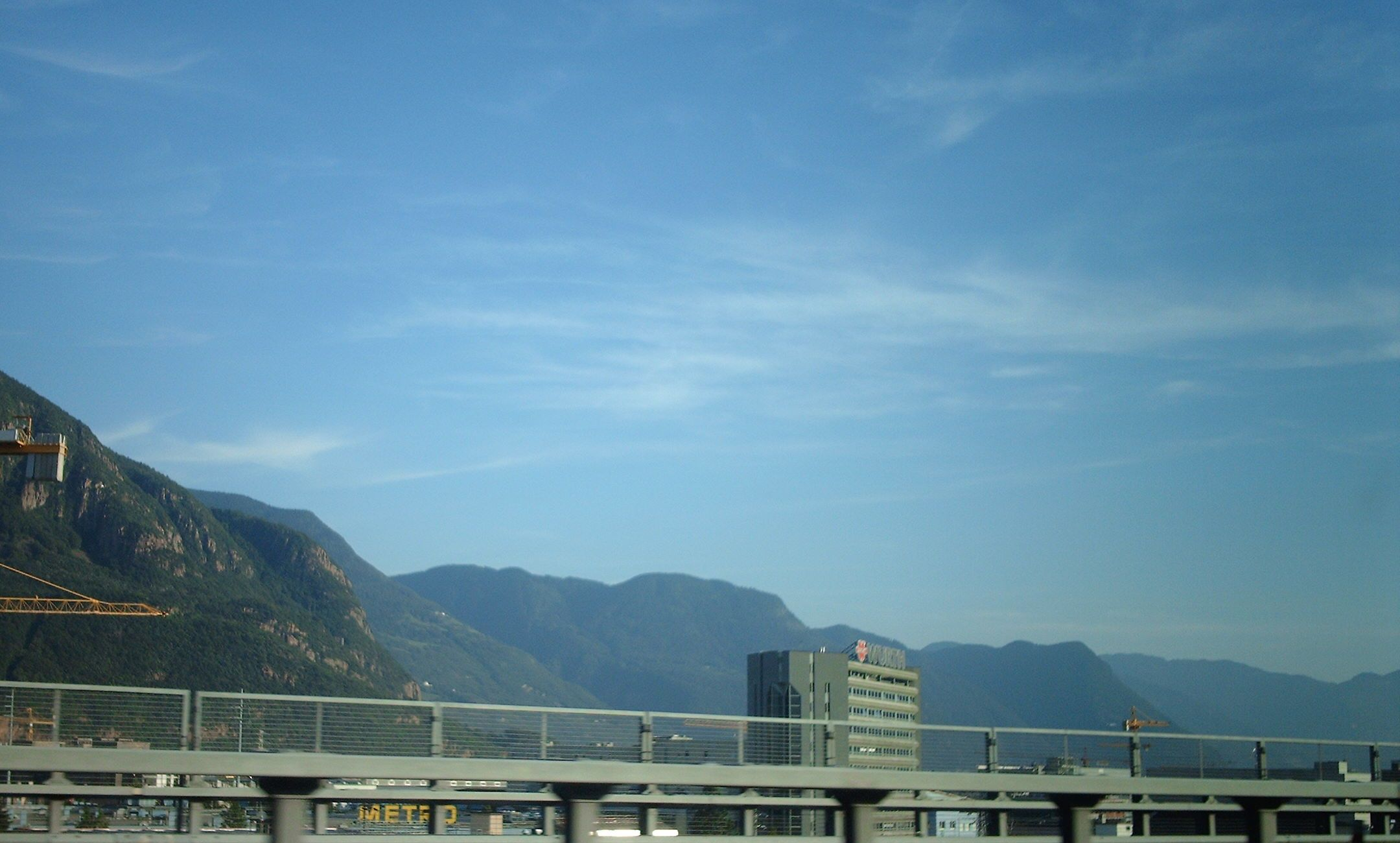
Skyline di Bolzano Sud dall'A22
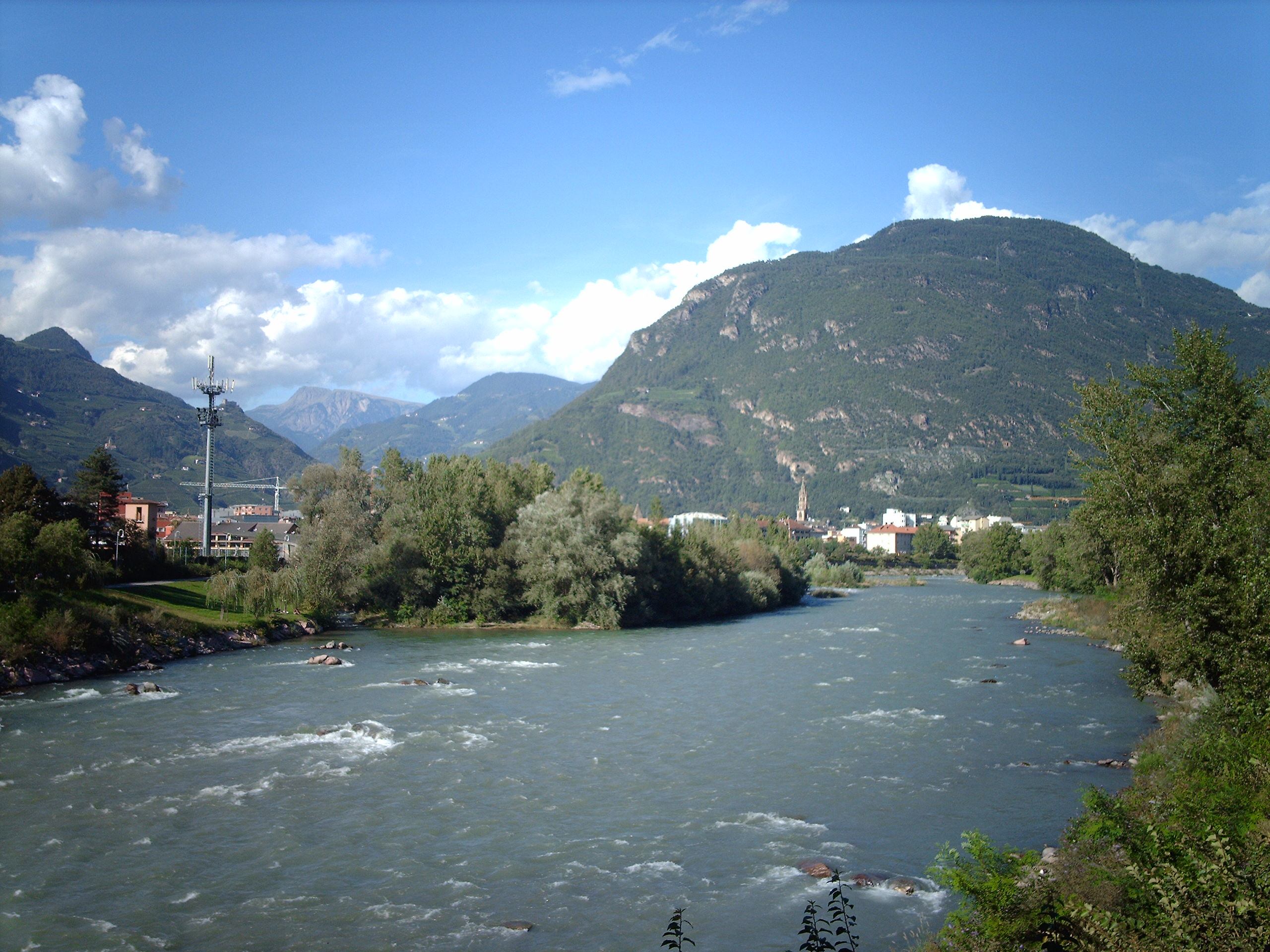
Skyline di Bolzano da un ponte sull'Isarco
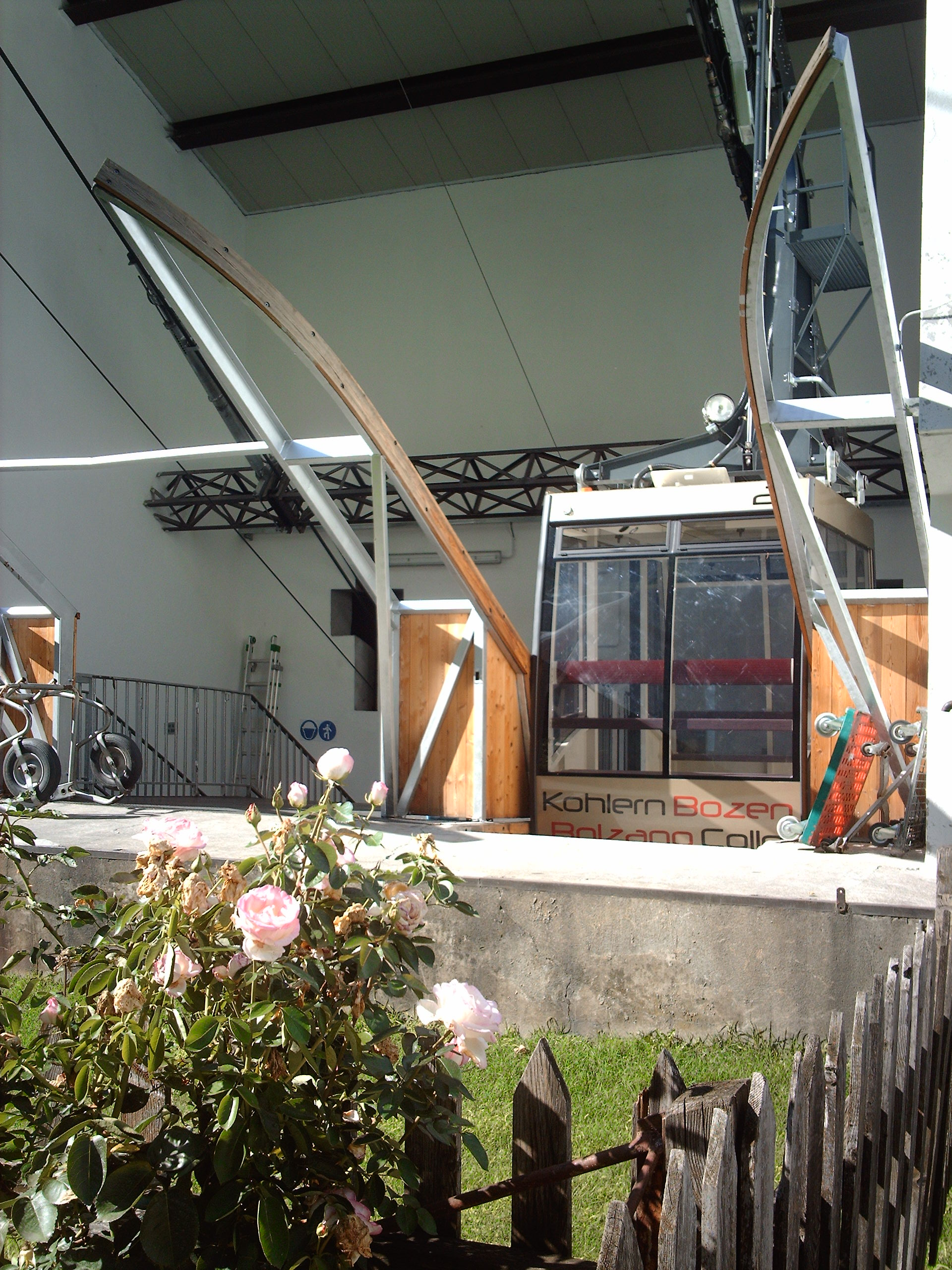
محطة التيليفريك
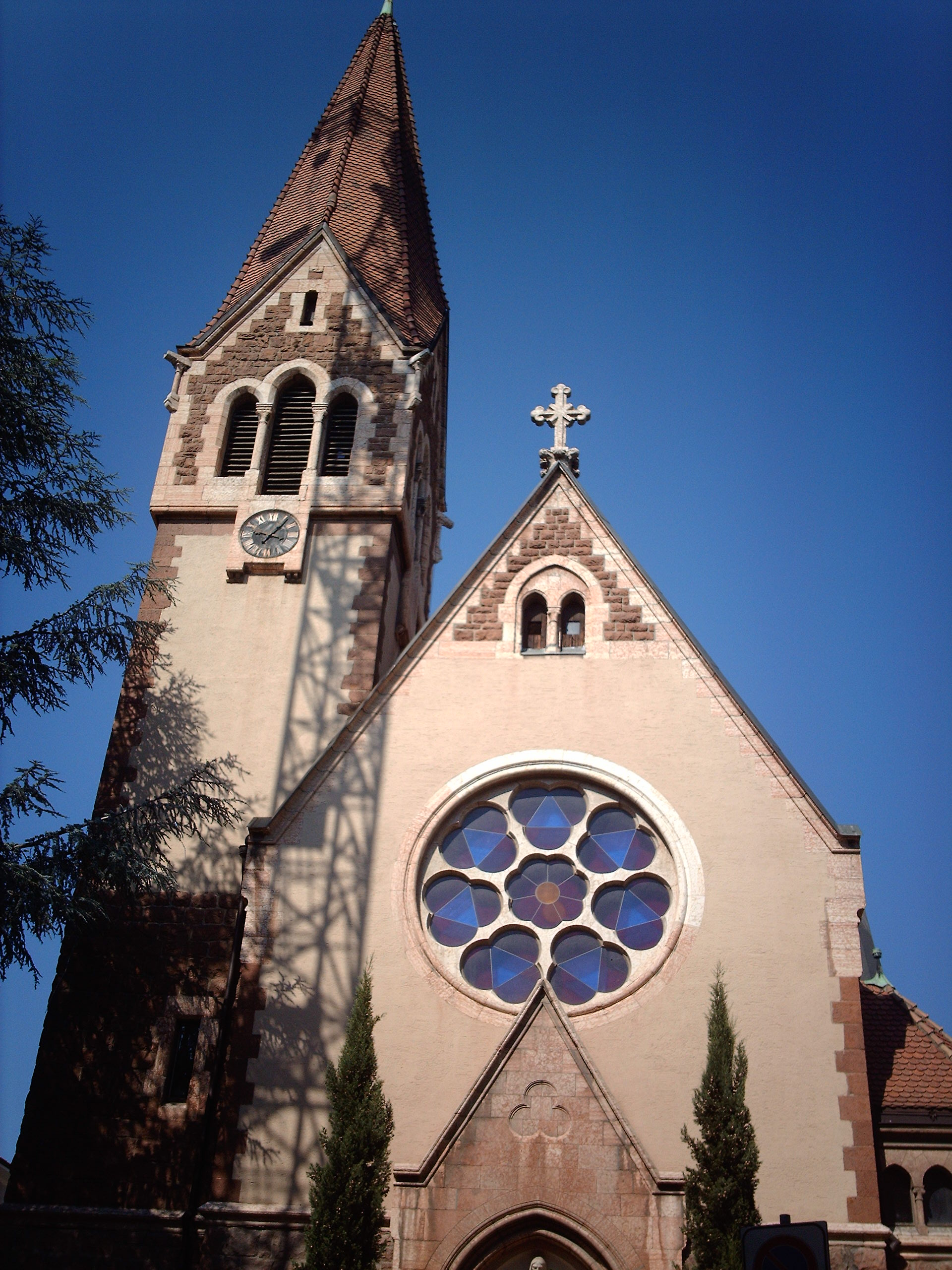
الكنيسة الإنجيلية اللوثرية
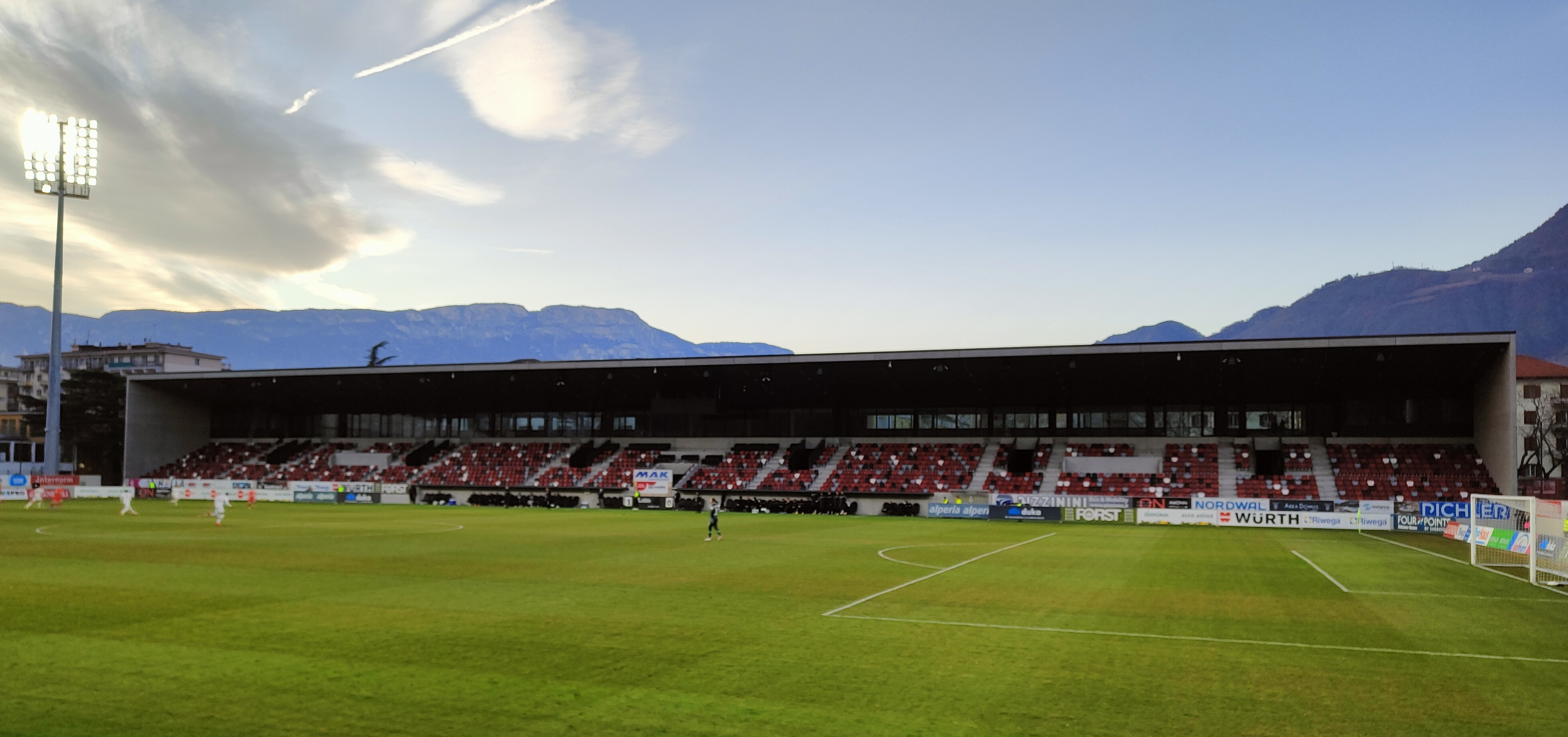
ملعب دروزو
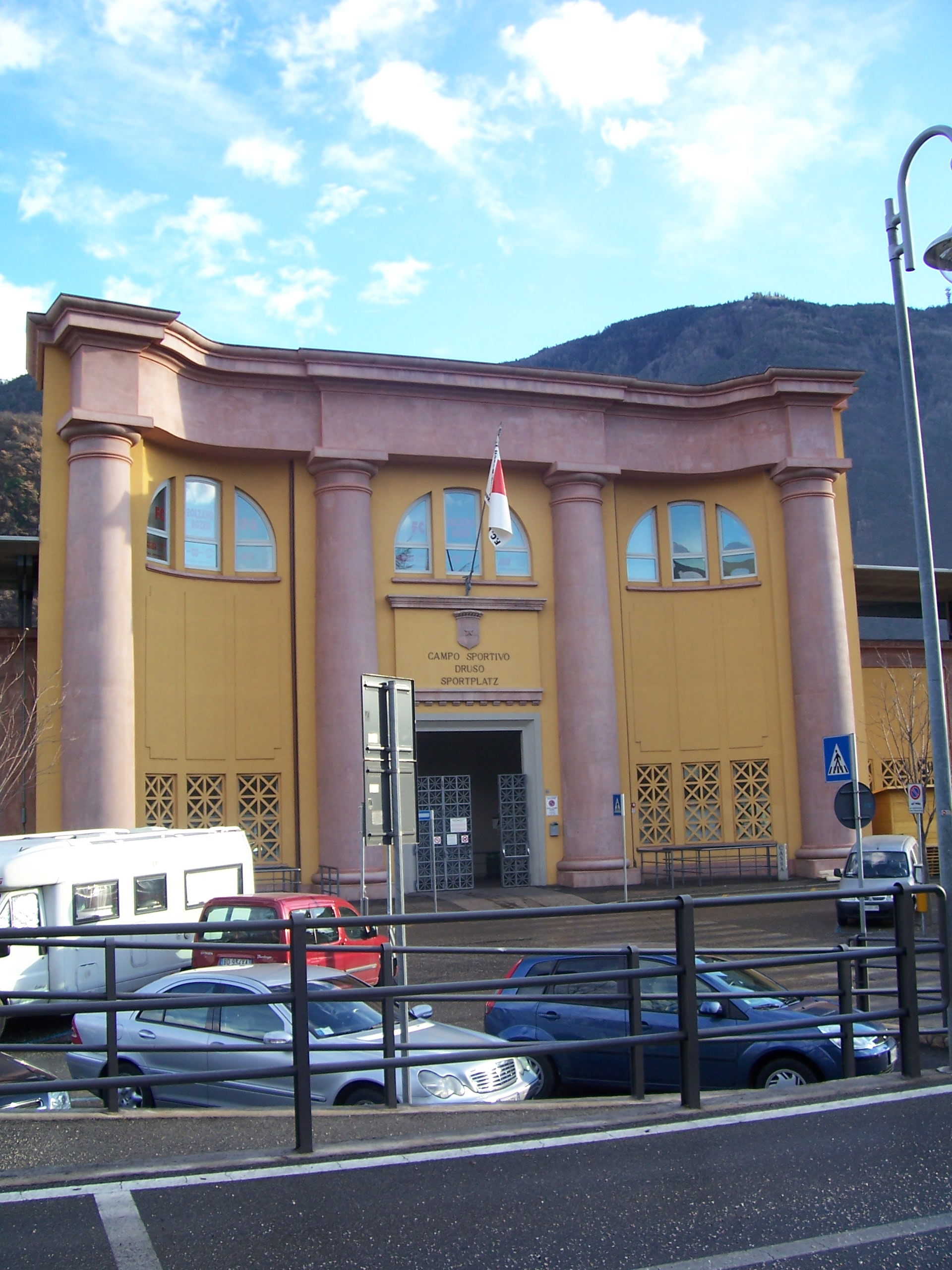
مدخل ملعب دروزو
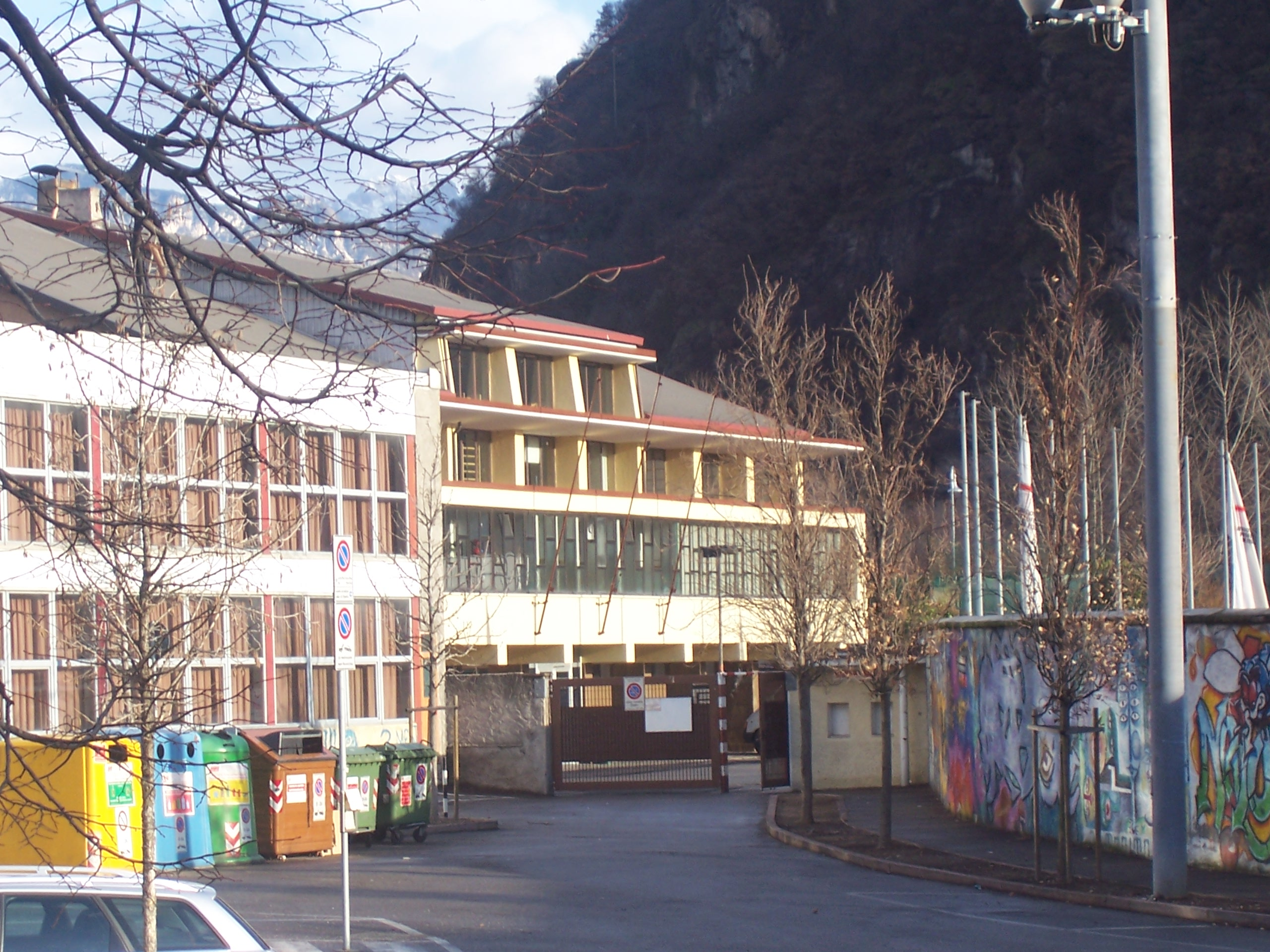
صالة ماتسالي